# Prefectura Kavala
Kavala (greacă Καβάλα) este o prefectură greacă, în periferia Macedonia de Est și Tracia. Reședința sa este Kavala. Până în 2011 prefectura a conținut de asemenea și insula Thasos din Marea Egee.

## Municipalități și comunități
Începând cu 2011 prefectura Kavala este împărțită în 3 municipalități:
1). Kavala
2). Nestos
3). Pangaio
Fostele municipalități din prefectura Kavala până în 2011:
| Municipalitate | Cod YPES | Reședință (dacă e diferită) | Cod poștal      | Cod zonal |
| -------------- | -------- | --------------------------- | --------------- | --------- |
| Chrysoupoli    | 2311     |                             | 642 00          | 25920-2   |
| Eleftheres     | 2301     | Nea Peramos                 | 640 07          | 25940-2   |
| Eleftheroupoli | 2302     |                             | 641 00          | 25940-2   |
| Filippoi       | 2310     | Krinides                    | 640 03          | 2510-51   |
| Kavala         | 2304     |                             | 650 through 655 | 2510      |
| Keramoti       | 2305     |                             | 640 11          | 25910-5   |
| Oreino         | 2306     | Lekani                      | 640 09          | 25910-5   |
| Orfani         | 2307     | Galipsos                    | 640 08          | 25920-4   |
| Pangaio        | 2308     | Nikisiani                   | 640 01          | 25920-6   |
| Piereis        | 2309     | Moustheni                   | 640 08          | 25920-9   |
| Thasos         | 2303     |                             | 640 04          | 25920-2   |